# Filip Lukas
Filip Lukas (Kaštel Stari, 29. travnja 1871. – Rim, 26. veljače 1958.) bio je hrvatski zemljopisac, geopolitičar, povjesničar, kulturni djelatnik i starčevićanski intelektualac. 

## Životopis
Filip Lukas rođen je u Kaštel Starome 1871. godine. Završio je studij bogoslovije u Zadru te povijesti i zemljopisa u Austriji. Profesor ekonomskog zemljopisa na Ekonomsko-komercijalnoj visokoj školi u Zagrebu od osnutka 1920. do 1945. godine, u kojem je razdoblju tri puta bio dekan te visokoškolske ustanove koja danas djeluje pod imenom Ekonomski fakultet Sveučilišta u Zagrebu. Autor je mnogih znanstvenih radova, te suautor više atlasa. U svoje je vrijeme pisao o geopolitici, što je tada bila nova znanstvena disciplina. 
Predsjednik je Matice hrvatske bez prekida od 1928. do 1945. godine. U tom je razdoblju kao istaknuti intelektualac i hrvatski domoljub postao jedan od simbola otpora jugounitarizmu. U svojem djelovanju se nije u cijelosti priklanjao politici Hrvatske seljačke stranke, koja je u to doba bila glavna silnica u politici Hrvatske.
Za vrijeme postojanja NDH svesrdno je podržavao ustaški režim. Godine 1945. pobjegao je iz Hrvatske, a jugoslavenske su ga vlasti u izočnosti osudile na smrt zbog podrške nacističkoj državi. Umro je u Rimu 1958. godine. 
Županijski sud u Zagrebu 2017. godine je poništio presudu iz 1945. godine. Zemni ostaci Filipa Lukasa 2021. godine preneseni su iz Rima i sahranjeni na mjesnom groblju Svetog Nikole u Kaštel Starom.

## Djela
- Utjecaj prirodne okoline na stanovništvo Dalmacije: (anthropogeografska studija): sa 4 priloga, Štamparija De Giulli i dr., Dubrovnik, 1906.
- Gospodarska geografija za trgovačke akademije, Trošak i naklada Kr. Hrv.-slav.-dalm. zemaljske vlade, Zagreb, 1915.
- Geografija Kraljevine Srba, Hrvata i Slovenaca, Tisak Nadbiskupske tiskare, Zagreb, 1922. (2. izmijenjeno izd. 1940. Geografija Kraljevine Jugoslavije s Nikolom Peršićem)[7]
- Ekonomska geografija, 2 sv., Tisak Kr. zemaljske tiskare, Zagreb, 1923. – 1924.
- Strossmayer i hrvatstvo: spomenspis prigodom otkrića spomenika, Matica hrvatska, Zagreb, 1926.
- Zapadna Evropa, sv. 1: Britanski otoci, Zemljopis Evrope, dio 2, Matica hrvatska, Zagreb, 1935.
- Hrvatska narodna individualnost: govor prigodom 100. godišnjice narodnog preporoda u Čakovcu, dne 16. Veljače, 1936., Tipografija Zagreb, Zagreb, 1936.
- Dr. Ante Starčević: govor prof. Filipa Lukasa, držan na komemoraciji prigodom 41-godišnjice Starčevićeve smrti u dvorani Hrvatskog glazbenog zavoda, dne 28. veljače 1937., Tiskara Ivan Lesnik, Jastrebarsko, 1937.
- Hrvatsko pitanje i Londonski ugovor, Tipografija Zagreb, Zagreb 1937. (pod pseudonimom Lučonoša[7])
- Hrvatska narodna samobitnost, knj. 1: Problem hrvatske kulture, Mala knjižnica Matice hrvatske. Nova serija, kolo 3, sv. 15, Matica hrvatska, Zagreb, 1938.
- Zemljopis Nezavisne Države Hrvatske: za više razrede srednjih škola, Izdanje Nakladnog odjela Hrvatske državne tiskare, Zagreb, 1941., (2. izd. Hrvatska državna tiskara, 1943.) (suautor Nikola Peršić)[7]
- Naša domovina, sv. 1: Hrvatska zemlja-hrvatski narod, hrvatska poviest-hrvatska znanost, Izdanje Glavnog ustaškog stana, Zagreb, 1943. (gl. ur.)
- Stogodišnja uloga Matice hrvatske u sklopu političkokulturne poviesti hrvatskog naroda, P. o.: Hrvatsko kolo, knj. 24. [Matica hrvatska?], Zagreb, 1944.
- Za hrvatsku samosvojnost: zakoni zemlje-krvi-duha: eseji, govori, članci, 2 sv., ↓1 knj. 2: Hrvatski narod i hrvatska državna misao; knj. 3: Ličnosti-stvaranja-pokreti, Matica hrvatska, Zagreb, 1944.
- Hrvatska narodna samobitnost, Dom i svijet, Zagreb, 1997.

## Spomen
- Po Filipu Lukasu danas nose ime ulice u Zagrebu, Zadru i Ivanjoj Reci, te osnovna škola u Kaštelima.[8]
- Spomen-poprsje, rad Ljubice Dragojević Buble, podignuto mu je 2022. godine u Kaštel Starom [9]